# 80-85
80-85 è una compilation del gruppo punk rock, Bad Religion, pubblicato il 12 novembre 1991 da Epitaph Records. L'album è composto da diverse tracce dei loro album precedenti prima del ritorno dell'album Suffer del 1988. Il loro secondo album, Into the Unknown, non è stato incluso perché lo stile e la popolarità erano diversi all'epoca. Nel 2004, 80-85 è stato ampliato e masterizzato sotto il nome How Could Hell Be Any Worse?, contenente lo stesso materiale. Successivamente, l'album non è più stato prodotto.

## Tracce
1. We're Only Gonna Die
2. Latch Key Kids
3. Part III
4. Faith In God
5. Fuck Armageddon...This Is Hell
6. Pity
7. Into The Night
8. Damned To Be Free
9. White Trash (Second Generation)
10. American Dream
11. Eat Your Dog
12. The Voice Of God Is Government
13. Oligarchy
14. Doing Time
15. Bad Religion
16. Politics
17. Sensory Overload
18. Slaves
19. Drastic Actions
20. World War III
21. Yesterday
22. Frogger
23. Bad Religion
24. Along The Way
25. New Leaf
26. Bad Religion
27. Slaves
28. Drastic Actions

## Formazione
- Greg Graffin - voce
- Brett Gurewitz - chitarra
- Greg Hetson - chitarra
- Jay Bentley - basso
- Bobby Schayer - batteria